# ヤクバ・クリバリ
ヤクバ・クリバリ（フランス語: Yacouba Coulibaly、1994年10月2日 - ）は、ブルキナファソのサッカー選手。ブルキナファソ代表。ポジションはDF。

## クラブ歴
RCボボ・ディウラッソで選手となった。2017年夏にリーグ・ドゥのル・アーヴルACに移籍。
2021年3月8日、FCカルタヘナに移籍した。

## 代表歴
2015年10月25日のアフリカネイションズチャンピオンシップ2016予選のナイジェリア代表戦で初出場。アフリカネイションズカップ2017のメンバーにも選出された。